# Corps d'armée d'assaut
Le Corps d'armée d'assaut (Corpo d'armata d'assalto) était un corps spécial de l'armée italienne (Esercito Italiano) pendant la Première Guerre mondiale.

## Histoire
Le corps d'assaut constitue l'aboutissement du développement organisationnel des troupes d'assaut italiennes Arditi pendant la Première Guerre mondiale. Après avoir attribué des unités d'assaut au niveau du bataillon aux armées et aux corps d'armée pour un usage particulier, il était prévu de les regrouper partiellement en grandes unités. Une 1re division d'assaut fut mise sur pied le 10 juin 1918, qui resta le plus souvent en réserve lors de la bataille du Piave. Le 25 juin 1918, immédiatement après la fin de la bataille, la 2e division d'assaut fut créée et regroupée avec la première dans le nouveau corps d'assaut du général Francesco Saverio Grazioli.
Les deux divisions se composaient initialement chacune de trois groupes de combat régimentaires avec trois unités d'assaut équivalentes à un bataillon, auxquelles s'ajoutaient un bataillon de bersaglieri, un escadron de cavalerie, un détachement d'artillerie de montagne, un bataillon de pionniers et une compagnie de transmissions. On a renoncé à d'autres troupes de division et à des troupes de corps en raison de la mission de combat particulière. En cas de besoin, les commandements supérieurs de l'armée devaient fournir le soutien nécessaire.
Pour la mise en place des deux divisions, les armées et les corps d'armée ont donc dû se séparer de 18 bataillons d'assaut au total, qui ont été immédiatement remplacés par de nouvelles formations. Peu après la mise en place, trois des neuf bataillons d'assaut ont été remplacés par des bataillons de bersaglieri dans chacune des deux divisions. Les trois groupes de combat de chacune des deux divisions comptaient ainsi deux bataillons d'assaut et un bataillon Bersaglieri.
Fin octobre 1918, lors de la bataille de Vittorio Veneto, le corps d'assaut faisait partie de la 8e armée dans le secteur d'attaque central du Montello, mais il n'a pas été engagé en bloc. Après des problèmes considérables lors du franchissement du Piave, c'est surtout grâce à la 1re division d'assaut que la tête de pont a pu être créée à Sernaglia, puis tenue contre les attaques et enfin percée vers le nord. A l'est du Montello, à Ponte della Priula, le VIIIe corps d'armée et la 2e division d'assaut ne réussirent à passer qu'après que le XVIIIe corps d'armée de la 8e armée eut franchi les ponts de la 10e armée au sud, puis combattu en direction du nord-ouest pour libérer la rive orientale du Piave. La 2e division d'assaut a alors pu avancer avec d'autres formations en direction de Susegana et Conegliano. Comme aucune formation n'était alors subordonnée à l'état-major du corps d'assaut, le général Grazioli prit en charge le VIIIe corps d'armée en difficulté devant Ponte della Priula.
Après la guerre, les troupes d'assaut italiennes et toutes leurs formations et unités furent dissoutes sans exception jusqu'à la fin de l'année 1920, car leurs soldats ne s'intégraient plus dans la structure de paix de l'armée en raison de leur attitude radicale. Nombre d'entre eux ne s'en sortaient plus non plus dans la vie civile.
La dissolution du corps d'assaut et de la 2e division d'assaut a eu lieu entre janvier et février 1919. La 1re division a été envoyée en Libye en mars 1919 pour un peu plus d'un an. Des unités plus petites furent temporairement engagées en Italie pour maintenir l'ordre public.

## Source
- Modèle:Traduction/référnece